# 恐梁龍屬
恐梁龍屬（學名：Dinodocus）意為「恐怖的橫樑」，是種蜥腳下目恐龍，是由理查·歐文（Richard Owen）在1884年命名，目前被普遍認為是個疑名。化石是一些四肢化石，發現於英格蘭肯特郡的白堊紀早期地層，原先被吉迪恩·曼特爾（Gideon Mantell）在1850年歸類於鯨龍科的畸形龍，但根據保羅·厄普丘奇（Paul Upchurch）等人於2004年的研究，恐梁龍是個疑名，可能屬於腕龍科。